# 高山一彦
高山 一彦（たかやま かずひこ、1924年5月14日- 2016年9月29日）は、西洋史学者。成蹊大学名誉教授。フランス文化史専攻。ジャンヌ・ダルク研究を主とする。

## 来歴
仏領インドシナ（ベトナム）に生まれる。東京出身。1948年東京大学文学部西洋史学科卒業。成蹊大学助教授、教授、1984年フランス共和国教育功労章受勲。95年定年退任、名誉教授。74年よりオルレアン市立「ジャンヌ・ダルク研究センター」名誉委員。

## 著書
- 『ジャンヌ・ダルクの神話』1982 講談社現代新書
- 『ジャンヌ・ダルク 歴史を生き続ける「聖女」』2005 岩波新書

### 翻訳
- ポール・ニコル『英国史』白水社文庫クセジュ　1953
- 『ジャンヌ・ダルク処刑裁判『編訳 現代思潮社 1971 古典文庫 のち白水社
- アンドレ・J.ブールド『英国史 改訂新版』別枝達夫共訳 白水社 1976 文庫クセジュ　1976
- レジーヌ・ペルヌー『オルレアンの解放』編訳 白水社 ドキュメンタリー・フランス史　1986
- レジーヌ・ペルヌー『ジャンヌ・ダルクの実像』白水社 文庫クセジュ　1995
- レジーヌ・ペルヌー編著『ジャンヌ・ダルク復権裁判』白水社 2002